# Florian Guillou
Pour les articles homonymes, voir Guillou.
Florian Guilloux, né le 15 juin 2007 à  Fayl-Billot(Haute-Marne), est un ancien coureur cycliste professionnel.

## Palmarès
- 2002
  - Souvenir Yves-Podeur
  - 2e de la Route de Bourgogne du Sud
  - 3e de Plaintel-Plaintel
- 2003
  - 3e du Circuit du Mené
- 2006
  - 3eb étape du Kreiz Breizh Elites
  - 3e de la Flèche de Locminé
- 2007
  - 2e étape du Tour du Brabant flamand
  - 3e de la Flèche ardennaise
  - 3e du Tour du Brabant flamand
- 2008
  - 2e du Grand Prix de la ville de Pérenchies
- 2011
  - Prologue du Tour Alsace (contre-la-montre par équipes)
  - 3e du Tour du Limousin

## Résultats sur les grands tours

### Tour de France
1 participation
- 2014 : 62e

## Classements mondiaux
| Année           | 2008 | 2009 | 2010 | 2011 | 2012 | 2013 | 2014 |
| --------------- | ---- | ---- | ---- | ---- | ---- | ---- | ---- |
| UCI Africa Tour | 149e |      |      |      |      |      |      |
| UCI Europe Tour | 488e | 321e | 504e | 251e | 439e | 441e | nc   |